# Qerellos IV
Qerellos IV (właśc. Sidarus al-Antuni; ur. ok. 1880, zm. 1950) był pochodzącym z Egiptu duchownym koptyjskim, który w 1926 przyjechał do Etiopii, obejmując w tym samym roku funkcję patriarchy tamtejszego Kościoła. Był nim do śmierci (z przerwą w okresie 1936-1945, w trakcie okupacji włoskiej w Etiopii przebywający na emigracji Qerellos został przez władze faszystowskie bezprawnie usunięty ze stanowiska).
Qerellos był ostatnim patriarchą Etiopii cudzoziemskiego pochodzenia.